# Leona Gom
Leona Gom (* 1946 in Alberta, Kanada) ist eine kanadische Schriftstellerin, Dichterin und Hochschullehrerin, die sowohl Gedichte als auch Kriminalromane und Thriller in Englisch verfasst. Sie gewann den Canadian Authors Association Award CAAA und den Ethel Wilson Fiction Prize.

## Leben
Leona Gom wurde 1946 auf einer entlegenen Farm im Nordosten Albertas geboren und wuchs dort auch auf. Ihr Studium an der University of Alberta in Edmonton schloss sie mit einem B.Ed. und M.A. ab. Sie unterrichtete danach für viele Jahre Englisch an den Douglas and Kwantlen Colleges sowie an der University of Alberta und der University of British Columbia. Für ungefähr zehn Jahre arbeitete sie als Herausgeberin bei dem preisgekrönten Magazin Event. Sie erhielt eine Writer-in-Residence-Stelle an University of Alberta, der University of Lethbridge und der University of Winnipeg.
Ihr Werk umfasst einige Tagebücher und über 50 Anthologien, allein vier ihrer Kriminalromane um ihre fiktive Heldin Vicky Bauer wurden ins Deutsche und ein Roman ins Französische übersetzt. Die Filmrechte ihres Romans The Y Chromosome wurden erworben und dessen Text wurde sowohl von Genderstudien als auch von Soziologiekursen in Kanada und den Vereinigten Staaten rezipiert.
1981 gewann sie den Canadian Authors Association Award in der Sparte Gedichte für ihre Sammlung Land of the Peace und 1986 ehrte man ihren Roman Housebroken mit dem zu den BC Book Prizes gehörenden Ethel Wilson Fiction Prize.
Das Leona Gom-Archiv wird seit 1993 von der University of Calgary betreut. Aufgrund ihrer Herkunft zählt man sie neben Anne Campbell, Lorna Crozier, Kim Morrissey und Anne Szumigalski zu den sog. Prairie poets.

## Werk
Romane
- Housebroken. NeWest, Edmonton 1986; wieder Paperjacks, Toronto 1989
- Zero Avenue. Douglas & McIntyre, Vancouver 1989
  - Übers. Margarete Längsfeld: Unverhoffte Ankunft. Orlanda, Berlin 1991 ISBN 3-922166-75-X; 2. Aufl. Fischer-Taschenbuch-Verlag, Frankfurt 1994 ISBN 3-596-11558-2
- The Y Chromosome. Sumach Second Story, Toronto 1990
  - Le chromosome Y. Übers. Sylvie Bérard, Suzanne Grenier. Alire, Québec 2000 ISBN 2-922145-41-7
- After-Image: A Vicky Bauer Mystery Sumach/Second Story, Toronto 1996; St. Martin’s Press, NY 1996
  - Übers. Ingrid Lebe: Vicky und der Mord im Sucher. Fischer Taschenbuch, 2001 ISBN 3-596-14795-6
- Double Negative: A Vicky Bauer Mystery. Sumach/Second Story, Toronto 1998 ISBN 1-896764-07-X
  - Übers. Ingrid Lebe: Vicky und das Doppelspiel. Fischer Taschenbuch, 2001 ISBN 3-596-14796-4
- Freeze Frame: A Vicky Bauer Mystery. Sumach/Second Story, Toronto 1999
  - Übers. Christel Dormagen: Vicky und die rätselhaften Fotos. Fischer Taschenbuch, 2002 ISBN 3-596-14797-2
- Hating Gladys Sumach, Toronto 2002
- The Exclusion Principle. Sumach, Toronto 2009 ISBN 978-1-894549-79-0)[3]

Gedichte
- Kindling. Fiddlehead, Fredericton 1972
- The Singletree. Sono Nis,  Victoria 1975
- Land of the Peace. Thistledown, Saskatoon 1980
- Northbound. Thistledown, Saskatoon 1984
- Private Properties. Sono Nis, Victoria 1986
- The Collected Poems. Sono Nis, Victoria 1991

## Auszeichnungen
- 1981: „Canadian Authors Association Award for poetry“ für ihre Gedichte Land of the Peace
- 1986: „Ethel Wilson Fiction Prize“ für Housebroken